# Диавата
Диавата (греч. Διαβατά) — малый город в Греции. Расположен на высоте 20 м над уровнем моря в 8 км к северо-западу от города Салоники. Относится к общине Дельта в периферийной единице Салоники в периферии Центральная Македония. Население 9890 человек по переписи 2011 года.
После начала Европейского миграционного кризиса в Диавата находится лагерь беженцев «Диавата».